# 9375 Omodaka
9375 Omodaka è un asteroide della fascia principale. Scoperto nel 1993, presenta un'orbita caratterizzata da un semiasse maggiore pari a 2,4138309 UA e da un'eccentricità di 0,1273787, inclinata di 3,47191° rispetto all'eclittica.